# بنیاد هنری منطقه خاکستری
بنیاد هنری منطقه خاکستری (انگلیسی: Gray Area Foundation for the Arts)  سازمانی هنری و غیرانتفاعی است که میزبان نمایشگاه‌ها، رویدادهای موسیقی، کلاس‌های نرم‌افزار و الکترونیک، آزمایشگاه رسانه، و برنامه هنرمندان مقیم (رزیدنسی) است.